# Makary z Antiochii
Makary z Antiochii (ur. X w. w Armenii, zm. 1012 w Gandawie) – święty katolicki i prawosławny; prawosławny patriarcha Antiochii.
Ormianin, w młodości oddany pod opiekę swojego krewnego Makarego, arcybiskupa Antiochii, którego później zastąpił w jego godności patriarchalnej. Później zrzekł się swojego obowiązku, rozdzielił swoje dobra pośród ubogich i wyruszył do Palestyny. Następnie wyprawił się w podróż misjonarską na zachód Europy działając w Bawarii oraz w Kolonii, Moguncji, Mechelen, Cambrai, Tournai. Zmarł w Gandawie w 1012 r. jako ofiara zarazy, która wówczas panowała w tamtych stronach. Jego szczątki spoczywają w Katedrze Świętego Bawona w Gandawie.